# Thomas Vander Wal

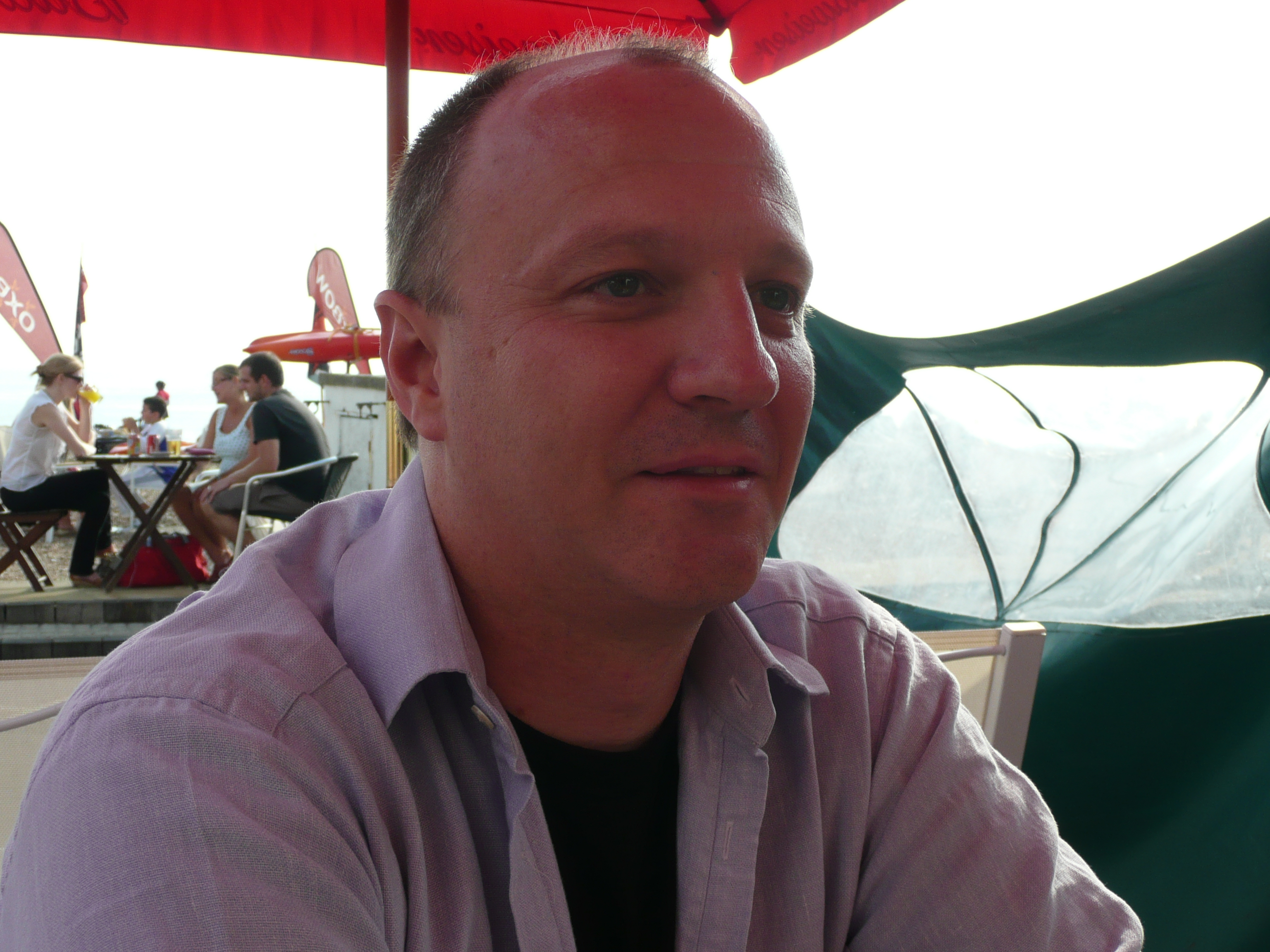
Thomas Vander Wal.

Thomas Vander Wal é um arquiteto de informações mais conhecido por cunhar o termo "folksonomia".  Ele também é conhecido por introduzir o termo "infocloud".  Seu trabalho lidou principalmente com a Web e com design e estrutura da informação, especialmente no contexto da tecnologia social.

## Pessoal
Vander Wal cursou o ensino médio na Lincoln High School, em Stockton (Califórnia, EUA), depois passou a se formar em comunicação no Saint Mary's College, na Califórnia, em Moraga.  Ele também freqüentou o Centro de Estudos Renascentistas Medievais em Oxford e possui um MPP do Instituto de Políticas Públicas da Universidade de Georgetown.
Ele atualmente mora em Bethesda, Maryland com sua esposa e filho.

## Conceitos

### Folksonomia
Vander Wal é creditado por cunhar o termo "folksonomy" em 2004.  A folksonomia é às vezes chamada de marcação colaborativa, classificação social, indexação social ou marcação social.  Refere-se a taxonomias criadas por usuários que aplicam suas próprias tags a informações (incluindo artigos, imagens e sites).  As tags ajudam os usuários na categorização de informações para gerenciamento pessoal e compartilhamento com outras pessoas. Essas taxonomias geradas pelo usuário contrastam com ontologias e taxonomias criadas profissionalmente para a descoberta e recuperação de recursos em sistemas mais tradicionais de organização do conhecimento.

### InfoCloud pessoal
O InfoCloud Pessoal é a informação que um usuário coleta, organiza e carrega com ele, algo como sua fatia pessoal da web. Em vez de se concentrar em espaços sociais muito grandes e relativamente públicos na Internet, o Personal InfoCloud representa um desejo de usar a Internet para se conectar a um pequeno grupo de pessoas em um nível mais pessoal e manter informações específicas acessíveis a esse grupo. O ponto aqui é que a informação precisa estar acessível ao usuário em um período de tempo muito curto. Assim, agregação, organização pessoal e portabilidade fluem da necessidade de acessibilidade. Vander Wal liga o InfoCloud Pessoal a conceitos como arquivamento pessoal, sobrecarga de informações e o que ele chama de "Venha a mim na Web".

### Modelo de atração
Muito de seu trabalho, incluindo o InfoCloud Pessoal e as folksonomias, é reforçado pelo que ele chama de Modelo de Atração. O MoA é uma metáfora, muito parecida com a navegação ou o sentido do olfato, que ajuda os arquitetos da informação e os desenvolvedores da Web a pensar sobre a maneira como os usuários interagem com as informações. Para pensar no MoA em relação às folksonomias, certos termos estão associados a diferentes informações. A força da associação pode ser visualizada como um campo magnético, trazendo certos tipos de informação em torno de um termo. Quando um usuário pesquisa esse termo, ele entra no campo magnético. Para pensar sobre o MoA em relação ao InfoCloud Pessoal, as informações e interesses associados do usuário criam um campo magnético semelhante, que atrai informações pertinentes e as mantém em seu entorno.

## Experiência profissional
Vander Wal trabalha na InfoCloud Solutions como Diretor e Consultor Sênior.  A InfoClouds Solutions é uma empresa que fornece consultoria sobre a variedade de conteúdo / mídia digital, folksonomia / marcação, web social, uso pessoal e social de informações e reutilização.
Ele é colunista da KM World, escreve em seu próprio blog “Off the Top” e trabalhou para a INDUS Corporation em Bethesda, Maryland. É membro do Founding Leadership Council do The Information Architecture Institute e do Comitê de Direção do Web Standards Project (WaSP).  Ele também é o líder técnico de ex-alunos da revista Boxes and Arrows.
Ele palestrou na convenção da Associação de Alternativas Newsweeks Web em janeiro de 2008.